# 佛朗哥·里卡尔迪
佛朗哥·里卡尔迪（義大利語：Franco Riccardi，1905年6月13日—1968年5月24日），意大利男子击剑运动员，项目为重剑。他曾参加1928年、1932年和1936年夏季奥运会击剑比赛，共获得3枚金牌和1枚银牌。